# سحر خوري
سحر خوري (مواليد 1973) هي فنانة ونحاتة أمريكية من أصل فلسطيني، فازت بجائزة SECA للفنون لعام 2019 وتم عرض أعمالها في مؤسسات متعددة، ومتاحف الفنون الجميلة في سان فرانسيسكو.

## حياتها الشخصية
وُلِدت خوري في شيكاغو عام 1973. والدتها إيرانية، ووالدها أردني فلسطيني، وقد هاجر والداها من وطنهما.

## حياتها العلمية والعملية
في عام 1996، حصلت خوري على درجة البكالوريوس في الآداب في الأنثروبولوجيا من جامعة كاليفورنيا، سانتا كروز. بعد تخرجها بدرجة البكالوريوس، التحقت خوري بدورات الطباعة في مركز ميشين الثقافي للفنون اللاتينية ودرست الطباعة على الشاشة والطباعة الأحادية تحت إشراف الفنان مايكل رومان. بالإضافة إلى الطباعة على الشاشة والطباعة الأحادية، تستخدم خوري العديد من الوسائط في جميع أعمالها، بما في ذلك السيراميك، والورق المعجن، والمنسوجات، والأسمنت. تخرجت من جامعة كاليفورنيا، بيركلي في عام 2013 بدرجة الماجستير في الفنون الجميلة. أصبحت خوري فيما بعد محاضرة في جامعة كاليفورنيا، بيركلي.
في فبراير 2017، أقامت خوري معرضًا فرديًا بعنوان "هم" في معرض لاغيدج ستور. في عام 2018، عُرض عملها في معرض "Bay Area Now". في عام 2019، حصلت خوري على جائزة SECA للفنون إلى جانب كينياتا إيه سي هينكل ومارلون مولين. في نفس العام، تم عرض أعمالها إلى جانب جوليا جودمان وكريستا فرانكلين في مركز سالينا للفنون في سالينا، كانساس. شاركت أيضًا إلى جانب طناز فارسي ومينوش زومورودينيا وآخرين في معرض في صالات عرض لجنة الفنون في سان فرانسيسكو بعنوان "الجزء والقطعة" في نفس العام.
في عام 2021، أقامت خوري في مركز هيدلاندز للفنون في سوساليتو، كاليفورنيا. تم تكليف خوري من قبل مركز ويكسنر للفنون بإنشاء العديد من المنحوتات التي بلغت ذروتها في معرضها عام 2023 بعنوان "أم"، والذي تم عرضه أيضًا في مركز ويكسنر للفنون. في عام 2023 أيضًا، تم الاستحواذ على أعمال خوري، إلى جانب أعمال 29 فنانًا آخر، من قبل متاحف الفنون الجميلة في سان فرانسيسكو من خلال تبرع بقيمة مليون دولار من مؤسسة سفين فاميلي.